# Gudbrand Skatteboe
Gudbrand Skatteboe (n. 18 iulie 1875, Comuna Øystre Slidre, Oppland, Norvegia – d. 3 aprilie 1965, Comuna Øystre Slidre, Oppland, Norvegia) a fost un trăgător de tir ce a reprezentat Norvegia, medaliat olimpic. A participat la 2 ediții ale Jocurilor Olimpice (1908, 1912) în care a câștigat o medalie de aur și o medalie de argint.